# Auge (Meteorologie)

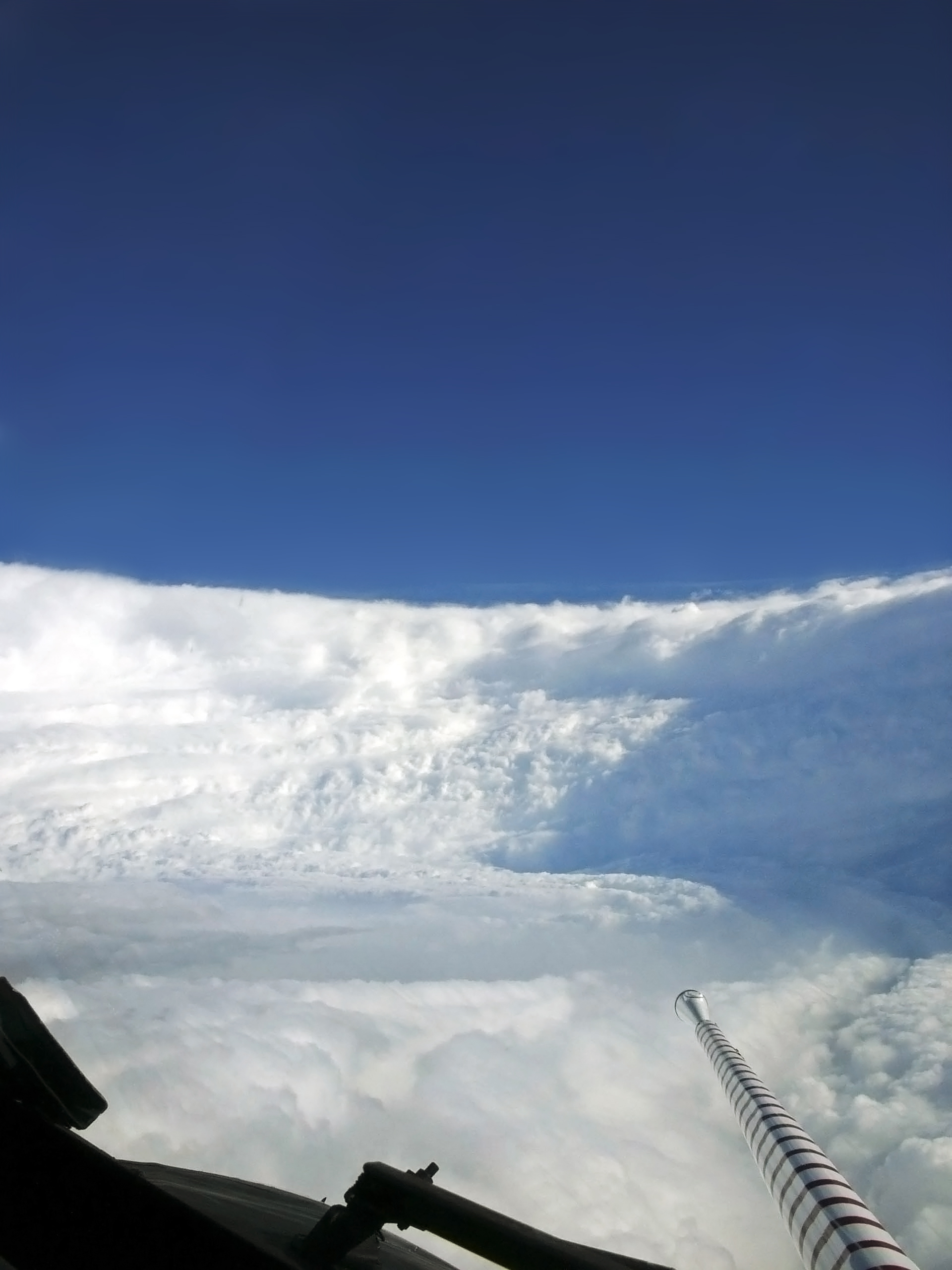
Auge des Hurrikans Katrina von innen

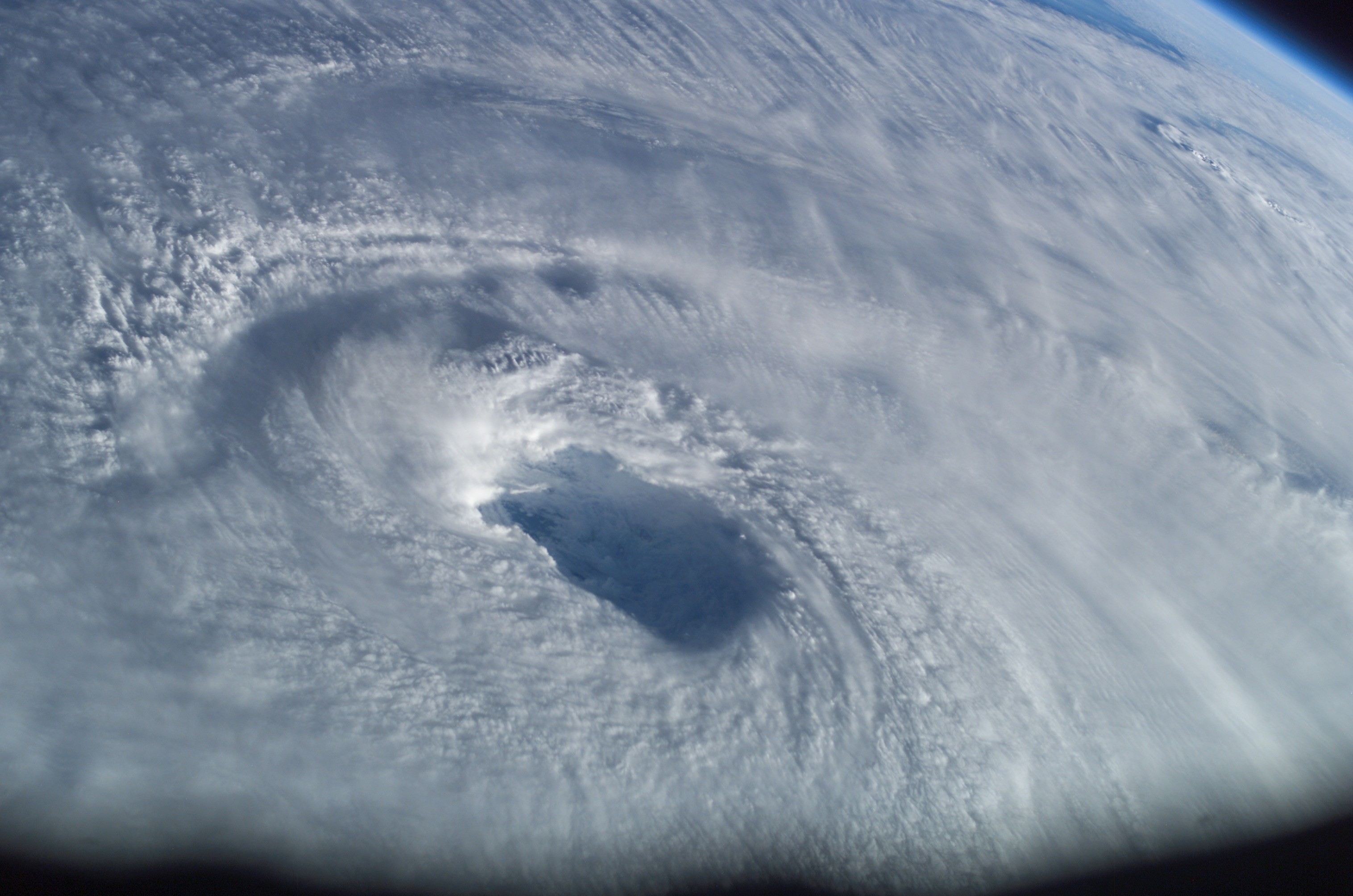
Auge von Hurrikan Isabel

Als Auge bezeichnet man in der Meteorologie das nahezu windstille Zentrum eines Wirbelsturms.
Dreht sich der Tropische Wirbelsturm schnell genug, kann sich ein Auge bilden. Das Auge ist ein relativ wolkenfreier, schwachwindiger Bereich um das Rotationszentrum, in dem kalte trockene Luft von oben herabsinkt. Ein Auge kann in Ausnahmefällen bis zu 320 km Durchmesser erreichen, im Schnitt liegt der Durchmesser jedoch unter 50 km. Umgeben ist das Auge von hochreichenden Quellwolken, dem Augenwall (eng.: Eyewall). Die höchsten Windgeschwindigkeiten erreicht der tropische Wirbelsturm im Bereich dieser Zone.
Da der Sturm noch eine zusätzliche Eigenbewegung aufweist, die zur Rotationsgeschwindigkeit addiert wird, liegt das Hauptwindfeld immer auf der Seite, wo die Rotation und die Eigenbewegung in dieselbe Richtung zeigen. Beispiel: Zieht ein Zyklon mit einer Rotationsgeschwindigkeit von 200 km/h auf der nördlichen Hemisphäre gegen den Uhrzeigersinn drehend mit einer Eigengeschwindigkeit von 30 km/h nach Norden, so ergibt sich eine totale Geschwindigkeit am östlichen Augenwall von 230 km/h. Auf der westlichen Seite wird hingegen nur 170 km/h erreicht, da hier die Eigenbewegung entgegen der Rotationsbewegung wirkt.